# ケルベロス (漫画)
『ケルベロス』は、フクイタクミによる日本の漫画作品。『週刊少年チャンピオン』（秋田書店）にて、2010年6号から2011年47号まで連載された。

## あらすじ
どうん…どうん…
十三塚景の耳は他の人には聞えない、不気味な音を捉えていた。幼馴染の鶴原友恵と共に学校の旧校舎に赴いた時、校舎の奥に閉ざされた空間があり、音はそこから響いてくる事に気付く。音の正体を探るべく中に入った2人。景は、そこにあった扉を開けてしまい、中に封じられていた8匹の化け物「崩」を解き放ってしまった。
友恵を守るため、景は狗骸・雪房を身に纏い、崩を封じる墓守となった。

## 登場キャラクター

### 主要キャラクター
十三塚 景（とみつか けい）
主人公。私立東要高校1年生。身長146センチメートル、体重47キログラム、7月26日生まれの15歳。
賽の戸を開け、万治郎鼠に友恵が襲われた際、雪房との契約により、墓守となる。
惧逆の魂を求める真堂に両親を惨殺された過去があり、現在は祖父母や叔母の清と一緒に暮らしている。
誰かを守るためなら、自分が傷付くことを厭わない正義感を持つ一方、出来ることなら相手も傷付けたくないと考えている心優しい少年。そのため、崩の怨嗟の声も彼の心に響いている。また、友人の間では人気者だが、その性格から反感を強く抱く者も少なくない。涙腺は緩い。
栄養のある食べ物が好き。
雪房（ゆきふさ）
景と契約した、開かずの間の奥にいた狗骸。黒い犬の毛皮のような姿をしており、普段は景の学生服に宿っている。
言葉に出さないが、教えられなくとも陸却を使えたことや、当初は彼の正義感を理解出来ないが、強い信念の持ち主であることを認め、墓守としての景に期待感を抱いている。景に対しては厳格に接するが、不敬な輩を除いて多くの相手には寛容に接し、情け深い。また、沈着に見えて子供っぽいほどに感情的になることも少なくない。
墓守としての宿命を知らせず、それでもなお自分を受け入れ、感謝する景に罪悪感と感謝の念が複雑に入り混じり、それが強い絆へと発展している。
最大16メートル程度まで伸縮自在。ふさふさしており、自らの毛を使った布の修繕、さらしにして墓守の負傷部の補修といった芸当も見せる。

鶴原 友恵（つるはら ともえ）
景の幼馴染で同級生。身長174センチメートル、体重68キログラム、2月14日生まれの15歳。
正義感が強く面倒見が良い一方で、割と様々なことに動揺しやすい性格。景に向ける感情は母性と好意が入り混じっており、景が他の女子と親しくしていると大きく動揺し、それを帆奈にからかわれることもしばしば。長身で非常にグラマーな体型をしており、本人に自覚はないが景をほぼ好き勝手に出来ると同時に冗談で景を危険な目に遭わせる（窓から転落させたことがある）ほど力は強い。好き嫌いは無く、何でもよく食べる。しつけの厳しい祖父がいる。
雪房によって墓所での記憶を消されており、景を取り巻く現状を知らずにいた。しかし、冬子に取り憑いた鴉の崩による学校内での騒動を通じ、景が墓守となって戦っていることを知り、雪房とも対面する。

### 私立東要高校
金屋 結和（かなや ゆわ）
景や友恵のクラスメイトで小柄な少女。身長134センチメートル、体重36キログラム、5月9日生まれの16歳。
崩を見たり、気配を感じ取ったりすることが出来る。そのために崩に襲われた所を景に助けられ、彼の秘密を知った。その後も用心のため記憶を消されずにいる(霊力が強い人間は崩に狙われやすい)。自分と同じく小柄ながら、誰かのために勇気を振り絞る景に憧れ、好意を抱いている。また、雪房には遊び相手と言う感覚で、よく景の制服にスキンシップをかけるが、外見上は景にまとわりついているように見えるため、友恵を嫉妬させている。
外見通り幼い一面が見られるが、自らは見た目で相手を判断せず、崩や異形の姿となった景、雪房とも普通に接し思いやることが出来る、包容力のある性格。百代狸や山王の墓を作り、供え物をして弔っている。
甘い物が好きで、スナック菓子は苦手。図画工作と体育が好き。
深月 帆奈（みづき はんな）
景や友恵のクラスメイトでクールな眼鏡少女。身長163センチメートル、体重53キログラム、10月27日生まれの15歳。友恵、結和と3人でいることが多い。
本を読むことや、文を書くこと、友達と一緒にいることが好きで、それを邪魔されることを嫌う。景と結和の関係を気にする友恵をからかう言動が多い。
鈴木 久美子（すずき くみこ）
帆菜の友人。
長橋 学（ながはし まなぶ）
景の友人。身長162センチメートル、体重56センチメートル、9月20日生まれの15歳。好きな言葉は「自由」で、可愛いものを愛でることが好き。
麓 建（ふもと たける）
景の友人。身長176センチメートル、体重65キログラム、11月11日生まれの15歳。好きな言葉は「平和」。のんびりすることが好き。
島田 舞美（しまだ まいみ）
景のクラスメイト。身長158センチメートル、体重45キログラム、2月22日生まれの15歳。大切なものは家族と友人で、将来の夢は看護師。両親は病院を経営し、兄は医学生。自分に自信を持てず、家族に比べて自分は落ちこぼれだと感じている。噛まない犬にも噛まれるため、犬が怖くて苦手。
不良から金を脅し取られていて、クラスでも孤立しているが、ひょんなことから景に助けられ、親しくなる。その後、村抉に子を宿らされたことがきっかけで、景が墓守として人知れず崩と戦っていることを知る。
朝川 勇花（あさかわ ゆうか）
景のクラスメイトの女子。クラスの学級委員長。
加藤 信光（かとう のぶみつ）
景のクラスメイト。やや太めの体型。校外学習で、カッコイイ形の枝を探している時に仰岐に襲われる。
竹場 厚史（たけば あつふみ）
景のクラスメイト。加藤と仲が良い。加藤と共に仰岐に襲われる。
古谷 奏（こたに かな）
景のクラスメイトの女子。校外学習で、仰岐に襲われ囚われの身となり、景の注意をそらすための囮として使われる。作中で最も仰岐の被害を受け、元々クモが苦手だったが、仰岐に襲われた一件でクモが大嫌いになる。
秋野 実梨（あきの みのり）
景のクラスメイトの女子。1年間病気で休学しており、他のクラスメイトより年上の17歳。あだ名は、姐さん（ねえさん）。校外学習で、仰岐に襲われ囚われの身となった。鴉の崩に学校全体が襲われた際は、先陣を切って鴉の集団に襲われたクラスメイトを守る気概の強さを発揮した。
湯屋 諒子（ゆや りょうこ）
景のクラスメイトの女子。「諒子ちゃんにおまかせ!」が口癖の、リーダーになりたがる、お調子者の女の子。校外学習で、仰岐に襲われ囚われの身となる。
堀瀬 希織（ほりせ きおり）
景のクラスメイトの女子。通称ホリポン。身長139センチメートル、体重39キログラムの小柄な少女。15歳。負けず嫌いで、男子は全員ライバルと思っている。腕相撲とかけっこでの勝負が好きだが、すごく弱い。しかし、鴉にクラス全体が襲われた時は、男子を含めて守ってくれたクラスメイトに素直にお礼を言えるせいか、それほど嫌われている訳ではない。
藤本 大輔（ふじもと だいすけ）
景のクラスメイトの男子。景を嫌っており、清の記事を挑発的に非難するなど意地が悪い。
枳殻 冬子（からたち ふゆこ）
景達のクラスである1年B組の担任教師。身長169センチメートル、体重68キログラム、12月22日生まれの26歳。
生徒想いだが気が弱く、景が正義感の強い性格であることは理解しているが、騒動が絶えないことに頭を痛めている。趣味はガーデニングと掃除。生徒を大切に思っており、特に景のことを強く気にかけている。
清の学生時代の後輩で、当時まだ幼かった景とも面識があった。心の内に崩にとって居心地の良い闇を秘めており、鴉の崩がその闇の中に取り憑く。取り憑かれていることに自覚は無いが、自分が思いがけない行動を取るようになってきていることに戸惑い、ついに景の抹殺に踏み切った鴉の崩に肉体を乗っ取られる。しかし、常世の出現と生徒への想いで救出される。

### 十三塚家
十三塚 清（とみつか きよい）
景の叔母。東要ジャーナルという地元B級新聞社に勤めている。身長162センチメートル、体重56キログラム、6月21日生まれの28歳。
幼い頃は子供を鬱陶しがっていた子供嫌いだが、今では「超大切なもの」と考えるほどに景を溺愛し、逆に景にかまってもらえないと拗ねるため、親に景離れを促されている。景の同級生曰く美人。冬子の学生時代の先輩。家族を大切に思っている。
十三塚 憲三（とみつか けんぞう）
景の祖父。大柄な体格で発言も行動も荒っぽいが、景を信頼しており、修行のために家を出ていた日々を、家族に心配させたけじめを付けつつも大切な決意があったことを理解する。もしもの時は保護者の自分たちが責任を取ればいいと語る。
神崎千歳や常世の長老（後述）とは若い頃からの知り合いで、人知れず戦っている狛守や常世の存在を承知し、それらに関わっていたこともある。
清の母親
柔和な性格。
十三塚 純（とみつか じゅん）
景の父親。景が6歳の頃に大切な人を守れる人間になれるよう諭した。元々は暴力とは無縁の性格だが、景の母親と出会ってから、大切な者を守れるよう変わった。景の記憶では母親と共に交通事故で死亡したことになっていたが、実際は景の眼前で真堂に殺害された。当時のことを景は覚えていなかったが、真堂との再会により、全てを思い出す。
十三塚 雛羽（とみつか ひなは）
景の母。狗骸を造る一族が住まう『狗神の里』の姫。里を出て、学生時代に知り合った景の父と結婚。昔から体が弱く、景を産んだ後は寝て過ごすことが多くなる。一族が代々その魂に寄生し続けてきた“倶逆”の魂を自身の魂に宿らされている。作中の10年前、“倶逆”から得られる『久遠の力』を欲した真堂に魂を抜き取られ、その後、肉体は真堂の墓所に閉じ込められた。

### 狛守神社
神崎 世々（かみさき よよ）
墓守の修練場である、狛守神社の当代社司。身長156センチメートル、体重47キログラム、3月20日生まれの32歳。
墓守の能力を使いこなすための修行に訪れた景に稽古を付ける。雪房に心酔、と言うよりも惚れた相手への態度に等しく、身形を気にしたり、触れ合いから入浴、同衾を望み、その態度は対象の雪房や母の千歳が呆れるほど大人気ない。雪房に対して馴れ馴れしく不敬な態度の景によく折檻し、また日記には雪房への想いと景への不満を綴っている。普段はどてらにジーンズの短パンという格好。
高い霊力を持ち、霊具である灰神楽（はいかぐら）による墓守の修錬の他、霊力を使っての身体能力の向上、体の硬化、札を使った戦闘なども行う。
神崎 千歳（かみさき ちとせ）
狛守神社の麓にある古書店の店主。世々の母親で狛守神社の先代の社司。怪談好き。
女学生時代から化け物退治をこなしており、霊具が無くとも術を使い、悪霊達とも戦えるほどにその実力は高い。常世からも一目置かれており、常世が狛守神社に対して不干渉と決めているのは、彼女の力を恐れているためである。

### 霧島兄妹
霧島 望（きりしま のぞむ）
暴走した狗骸・典如をその身に宿す“仇喰”。身長194センチメートル、体重78キログラム、12月10日生まれの17歳。銀髪で、左腕を失っている。
典如の暴走を抑えるために霊力を欲し、またとある嘘のために狗骸の墓守を捕食しようとしており、そのためには場所も手段も選ばない。今回解き放たれた崩の赤目嵐を「消滅」させている。妹の祈のことは大事に思っており、そのため祈の大切なものも大事に思う。境遇ゆえに殺伐としていたが、景による和解と説教後に、自分が騒動を起こした相手には方々を回って謝罪しており、根は律儀な性格をしている。
景と雪房の霊力を狙い戦いを挑むが、後に和解。祈を狛守神社に預け、常世を追う旅に出る。
典如（てんじょ）
仇喰の体に宿り左腕に発現する、暴走した狗骸。祈を助けようとした望が解放するが、その場で望に襲い掛かり左腕を捕食。しかし、半狂乱になった望に逆に食われて取り込まれたため、特殊な憑き方をしてしまった。
宿主である望とは険悪な関係のため餓えた時は宿主にすら襲い掛かる、危険な存在。切断しても再生するが、そのためには霊力を必要とする。

霧島 祈（きりしま いのり）
望の妹。身長148センチメートル、体重37キログラム、1月6日生まれの14歳。
常世によって作られた新型の狗骸・律理をその身に宿す。異形の者でも受け入れてくれた金屋を守るため、力を解放し山王に戦いを挑むが、逆に重傷を負った。戦いの後、狛守神社に預けられる。境遇ゆえに大人しい性格になったが、幼い頃は兄を辛い役目から解放するために律理を我が身に宿らせるような気丈さや、雑草を美味しそうに食べる突飛な一面も持つ。
ケーキやスパゲティが好きだが、雑草を美味に感じ、兄に味覚を心配されたことがある。律理が落ち着くため水浴びも好き。
律理（りつり）
祈の体に宿る狗骸で、墓所を必要としない新型だが、世々の母が言うには、典如も律理も似せただけの「狗骸モドキ」。常世に属していたらしい霧島兄妹の父親が望に宿らせようとしたが上手くいかず、それを見かねた祈が自らの体に宿らせてしまう。祈は、律理の力を開放し、人と獣を融合したような姿と化すことも出来る。

霧島 守（きりしま まもる）
霧島兄妹の父親。キリシマ機関の機関長。兄妹が狗骸をその身に宿すことになった騒動の後、行方不明になる。

### 常世
比嘉 白山（ひが はくざん）
東方常世第五錠前隊隊長。身長185センチメートル、体重75キログラム、8月5日生まれの33歳。
覆面で顔の下半分を隠し、巨大な鍵状の物体を背負っている。作中では主に斬子と共に行動している。強面だが、部下の意思を汲む苦労人であり、礼儀正しい人物である。また、情にもろく、必要以上に犠牲を出すことを好まないため、常世の内部でも考え方が「甘い」と思っている者がいる。覆面の下には酷い傷跡が隠されており、左腕にも接合したような跡が残されている。
大切なものは、常世と使命。オセロや囲碁、ケン玉が得意。
斬子（きりこ）
東方常世第五錠前隊特別配属局員。歯が全て鋭い犬歯となっている娘。苗字は無い。身長174センチメートル、体重65キログラム、8月2日生まれの19歳。
鋭い歯を奇異な目で見られることが多いため、一般人との接触を嫌っている。単純かつ乱暴者で、上下関係には無頓着。比嘉を先輩と呼ぶが、本名を覚えておらず、目上の相手であるにも関わらずお遣いを頼むこともある。大型ノコギリの呪具「挽金」を武器に使う。
小さい動物や肉料理が好きで、爬虫類や両生類が苦手。
望月 詠理（もちづき えり）
東方常世第五錠前隊副隊長。小柄な少女で、白鳥たちよりも年下。身長149センチメートル、体重43キログラム、4月28日生まれの18歳。
比嘉同様、被害は最小限に食い止めたいと考えており、部下達も彼女の考えを尊重している。
カエルが好きで蛇が苦手。蛙の小物を所有しており、斬子からケロ子呼ばわりされている。手芸や水泳が得意。
カラスの崩との戦いの後、常世の一員となった景のパートナーとして、東要高校に転入してくる。クラスは3年A組。
白鳥（しらとり）
第五錠前隊のメンバー。サングラスをかけ、伸ばした前髪で左目を隠している長身の男性。
河合（かわい）
第五錠前隊のメンバー。
長老
身長が2メートル近くある、体格の良い老人。常世と一般社会の要人との間の交渉役を務める。
里見 幹介（さとみ かんすけ）
東方常世長老補佐。眼鏡をかけた青年。身長171センチメートル、体重62キログラム、4月1日生まれの24歳。
好きなものはエビフライ、怪獣映画、序列。苦手はものは運動。
コジマ
東方常世第一錠前隊隊長。シャーマン風の仮面を被った男。娘と共にいる。
坂
東方常世第二錠前隊隊長。貴族か公家の服装をし、髭を生やしている。
木重 邦長（きしげ くになが）
東方常世第四錠前隊隊長。禿頭で髭面の、筋骨たくましい男。右腕が義手になっている。
園城 リンネ（そのしろ リンネ）
東方常世の救護班々長。身長102センチメートル、体重15キログラム、7月4日生まれ。年齢不詳。外見は小柄な体格をした少女で、常に舌を出し、髪型をツインテールにしている。崩に取り憑かれた冬子を救って以来、冬子に懐く。
好きなものはハンバーグ、生き物、冬子。嫌いなものは正論。
岸和田 陸央（きしわだ りくお）
常世の処刑人。24歳。身長217センチメートル。常世に所属しない邪魔な能力者を始末する役目を持つ。自称「ギロチンリック」。一緒に行動しているこうでに悪態をつくこともあるが、本気で怒ったこうでは苦手としている。
こうで
リックと共に行動する、6-7歳の幼い少女。『処刑場』と呼ばれる結界を張る能力を持つ。ある崩の体内から陸央に助け出されたが、昔の記憶は失っている。

### 過去の墓守たち
灰神楽の修行で現れた、東要の地で崩に殺された過去の墓守たち。景に助言を与え、墓守としての覚悟を問いかける。
カリガネ
6人中、もっとも古い墓守。髪を伸ばし両目を隠している。仙術を使う。
破獄の辰寅（はごくのたつとら）
ヤクザの親分。いつも煙管をくわえている。子供を守るため墓守になる。
ルートヴィヒ・ブッフホルツ
ドイツ人。軍服を着ている。十三塚憲三や神崎千歳とは知り合い。
若山 三郎丸（わかやま さぶろうまる）
藩主の命により墓守となった。左目に傷がある。
昌玄（しょうげん）
修行僧。村を守るため、墓守となった。
神撃ち吾兵（かみうちごへい）
元猟師。鉄砲を背負っている。百発百中の腕前だったが、ただ1度、失敗する。

### その他
信森 春告（しなもり はるつぐ）
友恵が遺跡公園で出会った少年。身長171センチメートル、体重64キログラム、3月8日生まれの15歳。
勝つことが好きで、少々気の荒い性格をしており、停学になることもある。遺跡公園の管理人をしていた父親が仰岐によって大怪我を負わされ、復讐のため手製の武器を用意して戦いを挑む。
仰岐の遊びに殺されかかるが、景の登場で生還を果たす。
高橋 姫子（たかはし ひめこ）
舞美の中学校時代の同級生。身長160センチメートル、体重48キログラム、3月3日生まれの15歳。大切なものは友人の舞美。将来の夢は看護師。舞美とは仲が良かったが、中学校を卒業後、悪い仲間と付き合うようになり、疎遠になっていた。その後は仲間たちと共に、舞美をいじめて金を脅し取るようになってしまう（ただし、脅し取った金銭は使わずにおり、和解後に返金しようとした）。舞美を通して村抉の子に寄生されるが、その事件をきっかけに和解する。
南條 紀乃（なんじょう のりの）
清が取材する際に同行する東要ジャーナルのカメラマンの女の子。通称「のりちゃん」。探検大好きな22歳。
真堂 陵太郎（しんどう りょうたろう）
黒鱗と契約した墓守。外見上は30代から40代ほどの男性だが、実際には墓守となってから少なくとも50年以上の齢を重ねている。一見穏やかな印象を与えるが、目標か妨害以外は一切目に入らず、残虐な所業も辞さない。常世の術者が集団で挑んでも相手にならないほどの圧倒的な力を有しており、最も危険な敵と認識され怖れられている。
墓守として生きることに倦み疲れており、惧逆の魂から得られる『久遠の力』を欲する。
黒鱗（くろこけら）
真堂と契約した第三世代狗骸。真堂が着ているコートに宿っている。
九力 享司（くりき きょうじ）
「崩と共に歩む者」と称し、鋒吹丸と共に行動する少年。18歳の高校3年生。桐之介と瓜二つだが、全くの別人。鋒吹丸と同様に、血液を武器として使うことができる。好きな動物は馬。
桐之介（きりのすけ）
鋒吹丸が崩となる前の主人。両親を失った桐之介にとって鋒吹丸は唯一の家族であり、両者は強い絆で結ばれていた。鋒吹丸と共に馬足軽として戦場を駆け、四角い金棒を振るって敵陣に突撃する姿から、「角槍（かくやり）の桐之介」と呼ばれていた。戦場に身を置いたのは、孤児であった自分を育ててくれた村への恩返しのためで、稼いだ報酬は村人たちに全て渡していた。しかし、鋒吹丸を己のものにしようとした武士の芝間に逆らったため殺害され、更に憂さ晴らしに弔われないよう死体は捨てられた。

## 崩
万治郎鼠（ばんじろうねずみ）
開かずの間に封じられていたネズミの崩。
百代狸（ひゃくだいたぬき）
開かずの間に封じられていた狸の崩。
性格は狡賢く人間の罠にかかった同胞を馬鹿と吐き捨てるほど。
結和に化けて騙まし討ちしたり、倒される際に結和に救いを求める振りをしたりするなど、景達を苦しめた。
赤目嵐（あかめあらし）
開かずの間に封じられていたウサギの崩。仇喰に捕食され、墓送りにされることなく消滅したと思われていたが、実は仇喰と行動を共にしていた。祈を狛守神社に預けて旅に出た後、仇喰の左肩から大きな毛玉が発生し、その中から出てきたウサギの耳をつけた小柄な少女が、体内に取り込んだはずの赤目嵐であった。
かつては大家族の末娘だったらしいが、能力などの詳細は不明。仇喰を「親分」、典如を「兄貴」と呼び、懐いている。
山王（さんのう）
開かずの間に封じられていた猫又の崩。スピードが武器で、本人曰く銃弾よりも速く、また尾の先端を針状にして飛ばすこともできる。ネコ故か登場した崩でも特に嗜虐的であるが、夢中になり過ぎてしまうことも多く、頭が悪いことを自覚しているが、馬鹿にされることを嫌う。しかし、状況判断力に優れ、負傷の身の景に油断すること無く追い詰めた。
大蜘蛛 仰岐（おおぐも ぎょうき）
開かずの間に封じられていた蜘蛛の崩。かつて、村に下りては人を貪り、村民は対策として生贄を捧げ、神として畏れ崇めた。生贄となった人間を弄び嬲り殺しにすることを愉しんできた。非常に狡猾かつ残忍だが、己を抑えきれず欲望の赴くままに動いてしまう一面もある。
強靭な糸で獲物や敵を拘束し、また消化液を散布したり、牙から麻痺毒を注入したりする。
村抉（むらくじり）
開かずの間に封じられていたナメクジの崩。小山ほどもある巨体で、頭部と思われる部分の下に注連縄が着けられている。体の下部は、人間を捕食するために、巨大な口が開くようになっている。人間の体内に卵を産みつけ、その卵は人間の腹中でまた卵を産み、卵から孵った子供は他の人間の体内に移動し、また卵を産む。村抉の子供に憑かれた者は、多幸感を得、やがて自ら村抉の体内へと還る。村抉の子に憑かれた者を見分けるのは困難であり、その浸食は気付かぬ内に村全体に広がり、破壊の跡もなくただ誰もいなくなる。人間の体内に寄生した子は、宿主の人間の体を操ったり、その心に影響を及ぼしたりすることができる。ただし、意志の強い者はある程度抵抗が可能だが、そのような者ほど村抉にとって栄養になる。本体である親が墓送りにされれば、それに伴い子も消滅する。他の崩と違い、喋ることは無いため性格は不明。本体はあまり動かず普段は何かに擬態しており、現代に甦った村抉は神社に擬態していた。
鴉の崩
開かずの間に封じられていたカラスの崩。墓石に名を刻まれるのを嫌って、本名は捨てている。そのため、他の崩から旦那と呼ばれ、墓送りされた時、墓石には名前の代わりに三本の爪跡が刻まれた。景の墓守としての資質に気付いており、解き放たれた多くの崩と接触して、山王と仰岐を口車に乗せて墓守と対峙させながら、自分は偵察のみに徹していた。景が仰岐と戦っている隙に乗じて学校に侵入し、墓守を観察するため冬子に取り憑く。
鋒吹丸（ふぶきまる）
開かずの間に封じられていた馬の崩。四肢が無く、背中に斑のぶちがある。九力享司から与えられた血を媒介に己の肉体を構成している。四肢の切断痕から固形化させた棒状の血液を発射して攻撃する。
射ち出された血液は自らを構成する一部であり、本体から離れた後も自在に操ることが可能で、固形状から液体状へと変化させることや紐状にして相手を拘束することもできる。攻撃すると同時に相手から血液を奪い、それを回収して己の力とする。奪った血液は養分とするだけでなく、その者の持つ能力や魂の力も奪い自分のものにできる。ただし、元は崩である鋒吹丸の体の一部であるため、体外に射出した血液は陸劫の炎により消し飛ばされてしまう。自身の過去の記憶を、塊にして打ち込むことで、相手に過去の情景を見せることもできる。
元は戦国の世に、とある農村で育った白馬。主人の桐之介と共に暮らし、共に戦場を駆け巡った。しかし、自分を連れて行こうとする武士に反抗したため桐之介は斬殺され、鋒吹丸も足を全て切断される。四肢を失いながらも命を取り留めた鋒吹丸は何十年もの間、桐之介を探し続ける。やがて化け物と化し、まともに弔われなかったために崩となり、開かずの間に閉じ込められた。

## 用語
崩（くずれ）
破壊衝動を本能とし、人と世に仇成す化物。人を襲い、人を喰らう、人の敵たる者。永年生きて年経た獣は死後、世界を守護する『柱』と呼ばれる光になるが、何らかの原因により柱にならなかった獣の成れの果てが崩である。朽ちた体を捨てた崩は新しい体を作り形を得て人を襲う。衝動と本能に従い、人を苦しめて喜び、挙句に人を喰らう。その姿や能力は千差万別で、同じ動物から生じた崩であっても、同じ崩になるとは限らない。
人間の中でも、崩を認識出来る者（所謂霊感体質）はより大きな栄養となり、また人間ほどの栄養は無いが幽霊を喰らうこともある。そのように栄養を溜めることで、より強い体を作ることができる。
崩そのものが強力な力であるため、それを巡って墓守と常世は対立することとなる。
崩の名は“柱崩れ”から由来する。
狗骸（くがい）
人を崩と戦う力を持つ「墓守」へ変える者。狗骸の守る墓地は、それ自体が狗骸の巨大な胃袋であり、墓送りにされ墓地で浄化され光となった崩は狗骸の栄養となる。墓所が空になった時、飢えた狗骸は墓守となった人間の意識を奪う。
元は、猛り狂った魂のまま殺され、怨念を抱いて骸となった狗の皮を、呪術によって荒ぶる神として蘇らせた存在。
第3世代狗骸（くがい）
人間に戦う力を与える“道具”として造られた雪房たち第2世代に対し、人間に戦う力を与える“武器”として造られた狗骸のこと。その力は第2世代より強い。
惧逆（ぐさか）
狗骸の一族が造った最強最古の狗骸で、全ての狗骸の雛形。死後、その魂は狗骸の一族を祟り、代々『狗神の里』の姫の魂に寄生し何百年と呪い続けてきた。

墓守（はかもり）
狗骸により崩と戦う力を与えられた人間。崩を封じる役目を負う。崩を墓送りに出来るのは、黒い炎「陸劫」を扱える墓守のみ。
墓守となった者は、崩を墓所に送り続けて、その墓所を維持しなければならない。それが出来なければ、飢えた狗骸に意識を乗っ取られ、理性を失う。人とも狗ともつかぬ存在と化して心も記憶も失い、その後も命は長く保たず、自分が何者かも忘れ、誰かに別れを告げることも出来ぬまま化け物と成り果てて死ぬ。穏やかな死を望めないことが狗骸の呪いである。
塞の戸（さいのと）
東要高校の旧校舎の奥にあった、崩を封じ込めていた扉。扉には大きく「塞」という字が書かれており、幾重にも厳重な封印がなされていた。扉に至る道は壁で塞がれ、幾つもの鳥居が扉の前に並んでいた。扉を開けると無数の墓石が並んだ広い空間に続く。
陸劫（りくごう）
崩を砕き墓場へと封じる墓守の技。墓守の手から放たれる黒い炎で崩を焼き尽くす。景は修業を経て、離れた場所にいる相手に向けて炎を飛ばせるようになった。
その炎は黒き魂を喰らう牙であり、扱う墓守以外の全てに対して有害。人間がその炎で焼かれた場合、その者の魂が闇を持つ黒いモノであれば、悪霊や崩と同様にその牙にかかって焼かれ、狗骸の腹中である墓所へと送られてしまう。
七辻（ななつじ）
陸劫の応用技。拡がる陸劫と、集中させ固めて飛ばす陸劫、2つの技を同時に使い、1度拡げた陸劫を外へ散らさず集中させることで、巨大な炎の爪を生み出して崩を切り裂く。

閉隠（とじおに）
狗骸の呪法の1つで記憶を封じる術。
狛守神社（こまもりじんじゃ）
狗骸の墓守の修練場。この神社の社司の任務は、墓守の修行の手伝いや、様々な術を駆使して崩と戦うことである。
灰神楽（はいかぐら）
狛守神社の社司の一族に伝えられる『霊具』の1つで、使用者の流し込む霊力によって活動する道具。灰神楽の吐く灰は結界を作り、外界と完全に切り離す。
仇喰との戦闘で世々が使用した際に破壊されたが、後に仇喰の手で修復された。ただし、再利用できるかは不明。
応己の灰（おうこのはい）
灰神楽の呪法。呪いをかけられた毒の灰で、これを飲み込んだ者は7日後に死ぬ。灰を飲んだ者は喉に7つのアザが生じ、そのアザは24時間毎に1つずつ消えていく。全て消えるまでに解毒しなければ死ぬこととなる。この死は、墓守に穏やかな死を与えられる最後の手段でもある。
洞崩（ほらくずれ）
過去の墓守達の記憶によって生み出された化け物。現役の墓守の修行に用いられる。
闇屋敷（やみやしき）
墓守の修行の1つ。光の無い迷路で敵の親玉の気配を感じて探し出し、陸劫で仕留める修行。陸劫の使い方を知ることが目的。
三閂鎖（さんかんじょう）
三枚の札で崩を封印する、狛守神社の社司の術。
仇喰（あだはみ）
暴走する狗骸をその身に宿す者。霊力のある者を捕食し、暴走を抑止する力を得ている。
常世（とこよ）
古より存在する退魔の組織で、異能をもって魔物と戦う、この世の闇に存在する集団。日本の東西南北4つの方面に分かれて、それぞれの地域の怪異を鎮めることを使命としている。中央常世が4方面の常世をまとめており、その頂点に立つのが大長老である。
かつては狗骸の墓守や狛守の者達もその一員で、崩と戦う時はその主力として扱われていた。しかし、崩をめぐって常世と墓守は対立するようになり、100年以上前に墓守を排除してしまった。しかし、墓守の代わりに崩に対抗できる者がいなかったため、狗骸を自分達の手で生み出す道を選ぶ。
現代の常世は、一般社会の行政機関などと連携を取り、崩を「特殊災害現象」、常世を「対怪異組織」と定義付け、崩が起こした騒動やその存在そのものを一般人に知られないよう、情報の統制を行っている。
血華香（けっかこう）
崩が体を得た時に、己の縄張りを主張するために発する臭い。霊力の強い崩ほど、この臭いは強い。墓守や狗骸は、この臭いをたどって崩の居場所を察知する。
鉄輪杭（てつりんこう）
金輪の付いた大きな鉄の杭。常世の術者が、霊力を流し込んで様々な術の補助に使うための道具。
百連鎖（ひゃくれんじょう）
常世の錠前隊が、崩を拘束するために使う術。鉄輪杭を崩の体に100本以上打ち込み、術により作り出した縄を鉄輪杭の輪に通し、崩の体を縛る。巨大な崩をも拘束出来るが、動きを止めるだけで倒すことは出来ない。
鎮縛り（しずめしばり）
常世の第四錠前隊のメンバーが使った術。対象を取り囲んで、中央にいる相手に向けて両腕を交差させて、地面に沈み込むほどの重量をかけて動きを封じる。
挽金（ひきがね）
常世の呪具。強力な呪いをかけたノコギリで、亡霊や崩の分身だけでなく、狗骸をも切り殺せる。
骸装（がいそう）
キリシマ機関の最大機密。崩をその身に纏い使役する、禁忌の術。

## 書誌情報
- フクイタクミ『ケルベロス』 秋田書店〈少年チャンピオン・コミックス〉、全10巻
  1. 2010年5月7日発売 ISBN 978-4-253-20516-0
  2. 2010年7月8日発売 ISBN 978-4-253-20517-7
  3. 2010年10月8日発売 ISBN 978-4-253-20518-4
  4. 2010年12月8日発売 ISBN 978-4-253-20519-1
  5. 2011年2月8日発売 ISBN 978-4-253-20520-7
  6. 2011年4月8日発売 ISBN 978-4-253-20521-4
  7. 2011年6月8日発売 ISBN 978-4-253-20530-6
  8. 2011年8月8日発売 ISBN 978-4-253-20539-9
  9. 2011年10月7日発売 ISBN 978-4-253-20540-5
  10. 2011年12月8日発売 ISBN 978-4-253-20549-8